# 水戸東武館
一般財団法人水戸東武館（みととうぶかん、英語: Mito Tobukan）は、茨城県水戸市において剣道、居合道、なぎなた及び北辰一刀流剣術、新田宮流抜刀術を修練する道場「水戸東武館」を運営し、これらの伝統文化を伝承するために活動する財団法人。全日本剣道連盟、日本古武道協会に加盟している。

## 概要
1874年（明治7年）1月1日、水戸藩の弘道館剣術方教授であった小澤寅吉によって開かれた。門下から内藤高治、門奈正、佐々木正宜、高野茂義等、近代剣道の名剣士が輩出した。太平洋戦争の水戸空襲により焼失し、1953年（昭和28年）に再建された。道場の建造物は水戸市有形文化財に、道場で受け継がれている北辰一刀流剣術と新田宮流抜刀術は水戸市無形文化財に指定されている。
文部科学省、茨城県、全日本剣道連盟等の後援を受け毎年全国選抜少年剣道錬成大会を開催するなど、民間剣道場としては特異な規模を持つ。
財団名には東武が含まれているが、東武鉄道および東武グループとは全くの関係がない（当方の方が歴史が長い）。

## 歴史
- 1874年（明治7年）1月1日、小澤寅吉が自邸に道場「東武館」を開く。

- 1885年（明治18年）、茨城県警察本署の撃剣師範に就任した下江秀太郎が、1887年（明治20年）まで東武館で剣術を指導する。

- 1911年（明治44年）、東武館出身の門奈正、内藤高治、小澤一郎、佐々木正宜が大日本武徳会の剣道形制定委員に選出される。

- 1925年（大正14年）5月、東武館出身の衆議院議員・石井三郎が設立した皇道義会の武道場が「皇道義会東武館」と名付けられる。

- 1928年（昭和4年）、陸軍大演習天覧試合に、館長・小澤豊吉と佐藤信雄が指定選士として出場。

- 1945年（昭和20年）、太平洋戦争の水戸空襲により道場が焼失。

- 1953年（昭和28年）、館長・小澤武の尽力で道場が再建。

- 1954年（昭和29年）、財団法人となる。

- 1955年（昭和30年）、第1回東日本少年剣道大会を開催。

- 2006年（平成18年）、日本武道協議会から第26回武道優良団体表彰を受ける。

- 2013年（平成25年）2月8日、水戸東武館の北辰一刀流剣術が水戸市無形文化財に指定される。同年11月、水戸東武館の建造物が水戸市有形文化財に、新田宮流抜刀術が水戸市無形文化財に指定される。

- 2015年（平成26年）4月、道路拡幅工事のため移築。

## 歴代館長
1. 小澤寅吉
2. 小澤一郎
3. 小澤豊吉
4. 小澤武
5. 小澤喜代子
6. 宮本忠彦
7. 小澤智